# Aeroportul Internațional Henri Coandă București
Aeroportul Internațional Henri Coandă (IATA: OTP, ICAO: LROP) este cel mai mare aeroport din România și unul dintre cele două aeroporturi importante din București (cel de al doilea fiind Aeroportul Internațional București Băneasa - Aurel Vlaicu din cartierul Băneasa). Aeroportul Henri Coandă este situat în afara zonei urbane a Bucureștiului, în orașul Otopeni, județul Ilfov. În anul 2018 pe Aeroportul Henri Coandă au tranzitat 13.824.830 de pasageri.
Numele aeroportului a fost schimbat în mai 2004, până atunci el numindu-se Aeroportul Internațional Otopeni.

## Accesul din oraș
Aeroportul este accesibil din București atât cu ajutorul liniei de autobuz Societatea de Transport București (fost RATB) 100 (linie non-stop, cu plecarea de la Piața Unirii, circula la intervale de 15 minute ziua și 30 noaptea), care oferă servicii suburbane, cât și cu trenul. Linia feroviară între Gara de Nord și Aeroportul Otopeni s-a inaugurat pe 13 decembrie 2020. Trenurile circulă la interval de 40 minute, iar durata călătoriei este de cca. 20 de minute.
Există un proiect prin care se urmărește legarea aeroportului cu sistemul de metrou al Bucureștilor, prin construirea unei linii noi legând stația de metrou 1 Mai cu cele două aeroporturi. Acest proiect este în derulare, finalizarea estimată fiind în anul 2027.

## Istoric
În timpul celui de Al Doilea Război Mondial, aeroportul Otopeni a fost o bază pentru Al Treilea Reich al lui Hitler. Înainte de 1965, doar Aeroportul Băneasa oferea zboruri comerciale. Totuși, în locul vechii baze militare de la Otopeni, a fost construit un nou aeroport cu scopuri comerciale. Pista modernizată avea o lungime de 3500 m, fiind mai lungă decât cea a Aeroportului Orly din Paris. În programul de modernizări a fost inclus și un nou terminal de pasageri, atât pentru zboruri interne, cât și pentru zboruri externe.
Modernizările au continuat prin crearea unui foaier pentru celebrități, odată cu vizita în România a președintelui SUA, Richard Nixon, în august 1969. În anul 1986 a fost inaugurată a doua pistă, cu o lungime de 3500 m și a fost implementat un nou sistem de balizaj. Capacitatea de prelucrare a ajuns la 35–40 de aeronave pe oră.
În 1992 Aeroportul Otopeni a devenit un membru cu drepturi depline al Consiliului Aeroportuar Internațional.
Aeroportul București Otopeni este unul dintre cele mai moderne din Europa de Est și încă este în proces de dezvoltare. În ultimii zece ani, exclusivitatea în domeniul aeroportuar a fost încheiată mai ales datorită dezvoltării aeroporturilor Cluj, Iași și Timișoara, care au devenit stații importante pentru TAROM și Blue Air.
Aeroportul Otopeni are un terminal cu două corpuri principale de clădiri (numite în limbaj colocvial, "terminale"), unul pentru plecări și altul pentru sosiri. În martie 2011 s-a extins corpul finger (denumit și „Vioara”) și s-a mărit numărul de porți de îmbarcare la 24, în urma unei investiții de 70 de milioane de euro.
Din februarie 2010 aeroportul este administrat de Compania Națională Aeroporturi București, care administrează și Aeroportul Băneasa.

### Extinderea

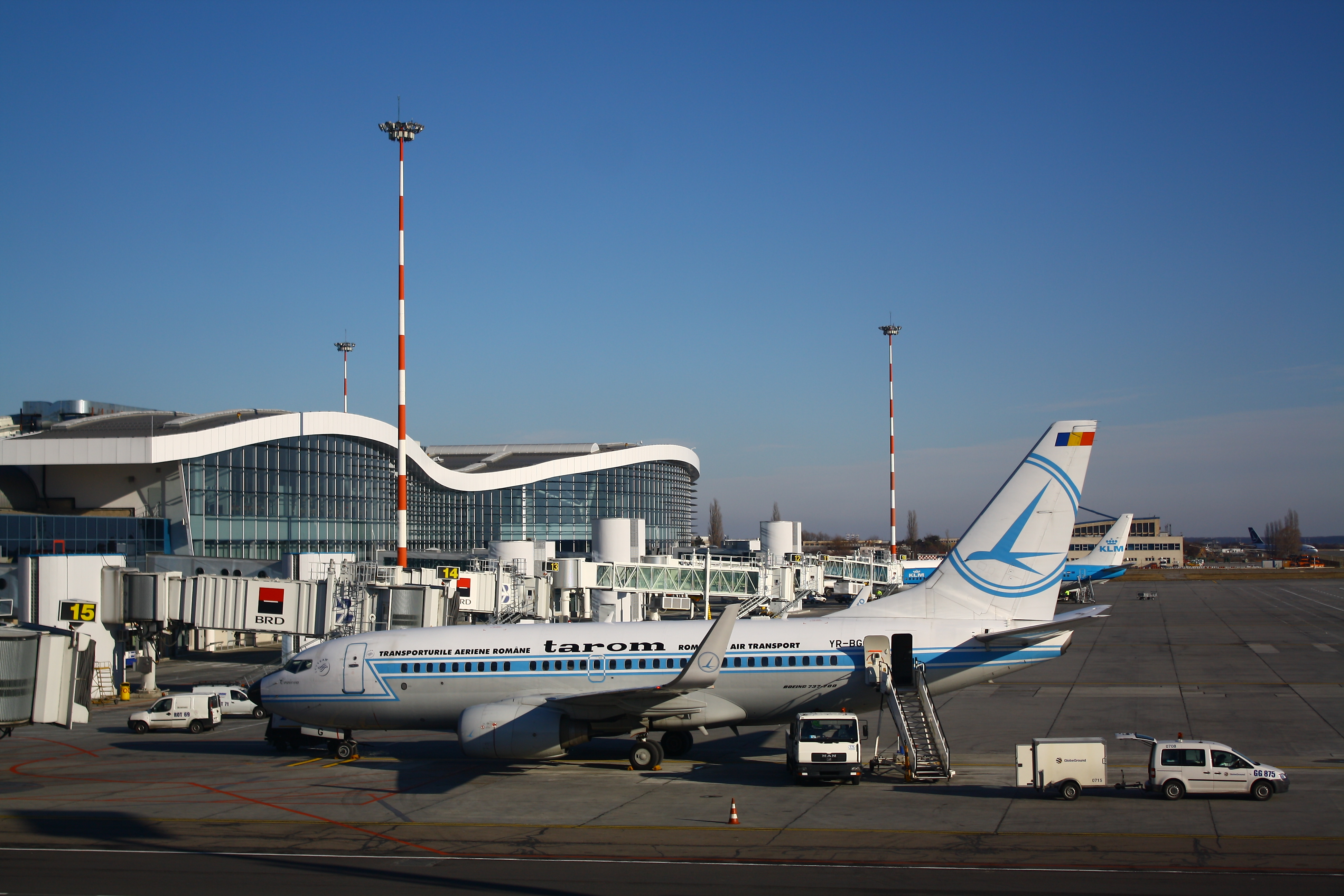
Noul terminal finger

Modernizarea Aeroportului Otopeni a început cu Faza I (1994–1998) ce cuprindea construirea corpului de clădire pentru plecări și a corpului finger și apoi cu Faza a II-a (1999–2007), ce a cuprins reconfigurarea corpului de clădire pentru sosiri, modernizarea turnului de control și extinderea parcării de la suprafață.
Faza a III-a a început în 2009, urmând a se finaliza în 2012.
Valoarea totală a Fazei a III-a este de 150,76 milioane de euro, bani suportați de Aeroportul Otopeni, capacitatea totală de procesare urmând a crește la 4500 de pasageri pe oră, respectiv peste 6 milioane de pasageri pe an.
Inaugurarea noului Terminal Plecări al Aeroportului Internațional Henri Coandă București, a avut loc pe 6 noiembrie 2012. Acesta face parte din a III-a fază a programului „Dezvoltarea și Modernizarea Aeroportului Internațional Henri Coandă București”.
În cadrul Programului strategic de dezvoltare, s-a elaborat planul pentru construirea Terminalului 2 de pasageri. Acesta ar fi trebuit să fie construit până în 2022 și alcătuit din patru module, fiecare modul având o capacitate de 5 milioane de pasageri/an.
O altă extindere a aeroportului este planificată, care prevede construirea unui nou terminal. Acest "T2" urmează să fie conectat cu Autostrada A3 București-Ploiești.

## Fuziune aeroporturi
În data de 12 mai 2007, intra în vigoare Hotărârea 321 de la 28 martie 2007, publicată în Monitorul Oficial 245 din 12 aprilie 2007 cu privire la înființarea Companiei Naționale "Aeroporturi București" - S.A. prin fuziunea Companiei Naționale "Aeroportul Internațional Henri Coandă - București" - S.A. cu Societatea Națională "Aeroportul Internațional București Băneasa - Aurel Vlaicu" - S.A.

## Rezultate financiare

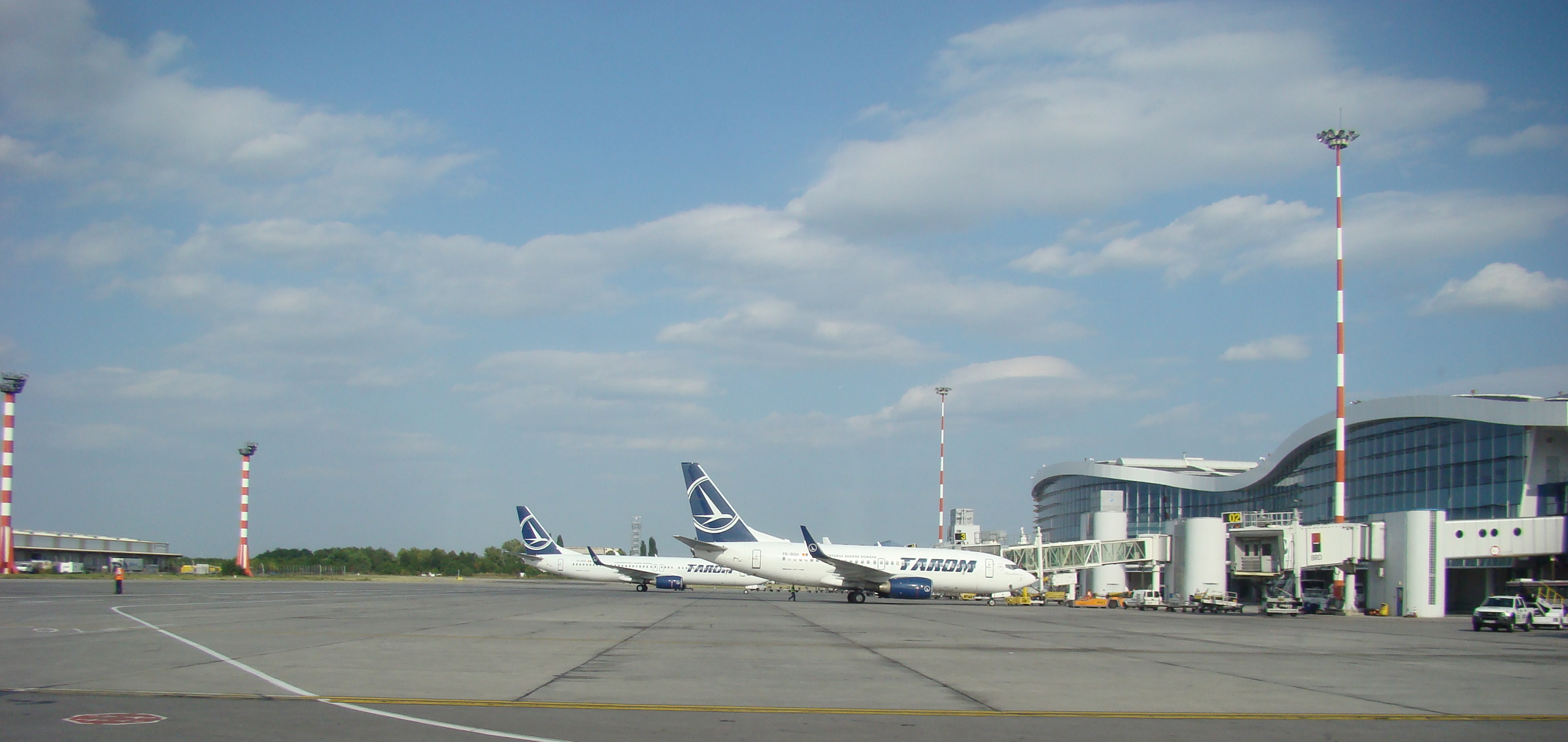
Avioane Boeing 737-700 ale companiei Tarom pe Aeroportul Internațional Henri Coandă

Cifra de afaceri Compania Națională Aeroporturi București S.A.
Cea mai mare parte a veniturilor/cheltuielilor Companiei Naționale Aeroporturi București (CNAB) SA  este realizată de aeroportul Henri Coandă.
În anul 2016 Compania Națională Aeroporturi București (CNAB) SA  estimează venituri totale de 843 milioane RON , un profit brut de 126 milioane și investiții de  314,98 milioane .
Ministerul Transporturilor este principalul acționar al Aeroportului, cu o participație de 80%, în timp ce Fondul Proprietatea deține 20% din acțiuni.
Pe 2017-2018 Ministerul Transporturilor propune vânzarea a 25% acțiuni din Compania Națională Aeroporturi București (CNAB) SA printr-o ofertă publică inițială (IPO).
În 2017 aeroportul percepe o taxă de 14 Euro per pasager fără TVA (decolare sau aterizare), 7 Euro per pasager fără TVA taxă „securitate aeroportuară”, 7 Euro pe tonă și alte taxe legate de aterizarea/decolarea unei aeronave .

## Traficul de pasageri
|  | Graficele sunt indisponibile din cauza unor probleme tehnice. Mai multe informații se găsesc la Phabricator și la wiki-ul MediaWiki. |

Vezi interogarea Wikidata.
De pe Henri Coanda, în 2017, pe rutele aeriene din/spre Marea Britanie au călătorit aproximativ 1,5 milioane pasageri, din care 1 milion din/spre Londra.

## Accidente aviatice
- Accidentul de la Balotești
- marți, 14 septembrie 1999 - aeronava de tip Falcon 900, proprietate a Ministerului de Externe al Greciei, s-a prăbușit iar șase persoane, printre care ministrul adjunct de externe al acestei țări, au decedat, iar trei au fost grav rănite.[23]

## Linii aeriene regulate
| Companii aeriene              | Destinații |
| ----------------------------- | --- |
| Aegean Airlines               | Atena |
| AeroItalia                    | Roma-Fiumicino (din 4 februarie 2024) |
| Air France                    | Paris-Charles de Gaulle |
| Air Serbia                    | Belgrad |
| airBaltic                     | Riga |
| Animawings                    | Stockholm (din 2 martie 2025) Sezonier: Chania, Corfu, Heraklion, Cefalonia, Kos, Mykonos, Rodos, Santorini, Zakynthos |
| Arkia                         | Sezonier: Tel Aviv |
| Austrian Airlines             | Viena |
| British Airways               | Londra-Heathrow |
| Corendon Airlines             | Sezonier: Antalya |
| Croatia Airlines              | Sezonier: Split |
| El Al                         | Tel Aviv |
| Eurowings                     | Düsseldorf, Stuttgart |
| flydubai                      | Dubai |
| HiSky                         | Barcelona, Bordeaux, Bruxelles, Chișinău, Cluj-Napoca, Dublin, Düsseldorf, Frankfurt, Istanbul, Málaga, New York-JFK, Oradea, Paris-Charles de Gaulle, Tel Aviv, Timișoara |
| KLM                           | Amsterdam |
| LOT Polish Airlines           | Varșovia-Chopin |
| Lufthansa                     | Frankfurt, München |
| Luxair                        | Luxemburg |
| Norwegian Air Shuttle         | Sezonier: Oslo |
| Pegasus Airlines              | Istanbul-Sabiha Gökçen Sezonier: Antalya |
| Qatar Airways                 | Doha |
| Ryanair                       | Amman-Queen Alia, Beauvais, Bergamo, Birmingham, Bologna, Bristol,Catania, Charleroi,Dublin, Edinburgh, Leeds Brandford (din 2 aprilie 2024), Londra-Stansted, Madrid, Málaga (din 1 iunie 2024), Malta, Manchester, Marseille, Milano-Malpensa, Napoli, Paphos, Pescara, Pisa, Roma-Ciampino, Tel Aviv (suspendat), Saloni, Tirana, Treviso, Viena Sezonier: Chania, Corfu,Palermo, Palma de Mallorca, Perugia, Skiathos (din 2 iunie 2024), Zadar |
| Sky Express                   | Charter Sezonier: Heraklion |
| Sun Express                   | Sezonier: Antalya (până în 6 mai 2024) |
| Swiss International Air Lines | Zürich |
| TAROM                         | Amman-Queen Alia, Amsterdam, Atena, Baia Mare, Beirut, Belgrad, Bruxelles, Budapesta, Cairo, Chișinău, Cluj, Frankfurt, Iași, Istanbul, Londra-Heathrow, Madrid, Oradea, Paris-Charles de Gaulle, Praga, Roma-Fiumicino, Satu Mare, Sofia, Suceava, Tel Aviv, Salonic, Timișoara Sezonier: Nisa, Strasbourg |
| Turkish Airlines              | Istanbul |
| Wizz Air                      | Abu Dhabi, Alicante, Barcelona, Bari, Basel-Mulhouse, Beauvais, Bergamo, Billund, Birmingham, Bologna, Budapest, Castellón, Catania, Charleroi, Chișinău, Copenhaga, Djedda, Dortmund, Dubai, Eindhoven, Frankfurt-Hahn (din 30 iulie 2025), Friedrichshafen (din 31 iulie 2025), Hamburg, Larnaca, Las Palmas, Leeds Bradford, Leipzig, Lisabona, Liverpool, Londra-Luton, Lyon, Madrid, Málaga, Malmö, Malta, Memmingen, Milano-Malpensa, Napoli, Nisa, Nürnberg, Pisa, Roma-Ciampino, Roma-Fiumicino, Sandefjord, Salerno, Sevilla, Stockholm-Skavsta, Stuttgart, Tel Aviv, Tenerife-Sud, Torino, Treviso, Trieste (din 30 martie 2026), Valencia, Yerevan (din 26 octombrie 2025), Zaragoza Sezonier: Alghero, Antalya, Corfu, Heraklion, Mykonos, Palma de Mallorca, Santander, Santorini, Zakynthos |